# Kondak

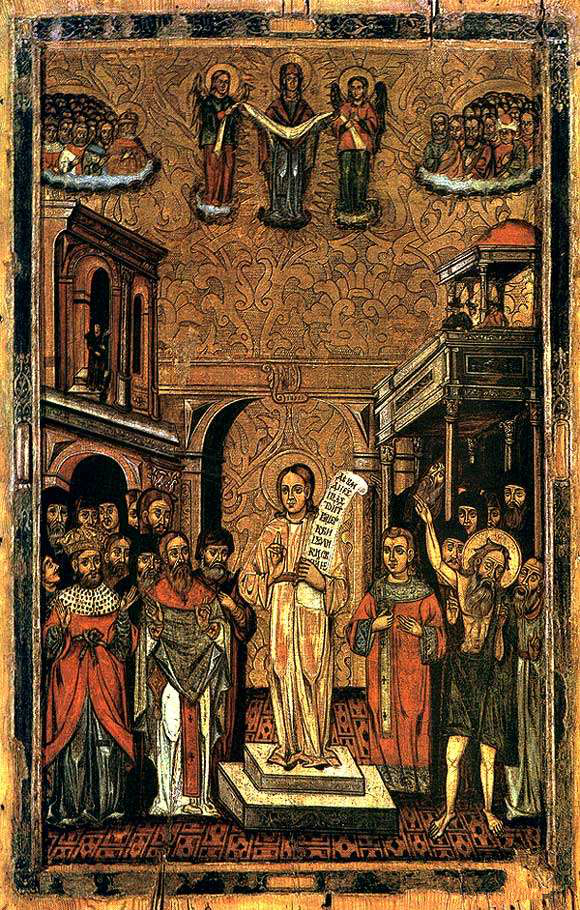
Ikona Romana Pěvce, zpívajícího kondak (1649, Maloryta, Bělorusko)

Kondak, či kontakion, (rusky конда́к, řecky κοντάκιον) je druh byzantské církevní hymnografie.

## Historie
Zakladatelem tohoto žánru byl zřejmě ctihodný Roman Pěvec (Melodos) (1. polovina 6. století), vynikající autor většiny kondaků.
Nejstarší kondaky jsou mnohaslokové básně (okolo 20-30 slok). Sloky byly spojeny jediným refrénem a jednou metrickou stavbou, vystavěném na izosylabismu. První sloka představovala úvod, poslední pak shrnutí poučného charakteru. Sloky četl kanonarcha, refrén zpíval lid (sbor). Od 8. století je kondak jako druh zpěvu vytěsňován kánonem. Počet slok kondaku se poté snižoval.

## Užití
Kondaky jsou užívány při Božské liturgii.